# 黒田正巳
黒田 正巳（くろだ　まさみ、大正2年（1913年）4月1日 - 没年不詳）は日本の建築学者。熊本大学名誉教授。工学博士。

## 経歴
鳥取県西伯郡境町（現・境港市）栄町出身。
境尋常高等小学校（現・境港市立境小学校）、鳥取県立米子中学校（現・鳥取県立米子東高等学校）、旧制松江高等学校理科甲類を経て1938年（昭和13年）、東京工業大学工学部建築学科卒業。
1943年（昭和18年）、熊本高等工業学校（現・熊本大学工学部）教授。
1960年（昭和35年）、工学博士（東京工業大学）。論文は「建築における大きさと形の恒常視に関する実験的研究」。

## 人物像
趣味は絵画。